# Пярлийыги
Пя́рлийыги (устар. Перльбах; эст. Pärlijõgi) или Пе́рльупите (Лакнас; латыш. Pērļupīte, Lakna, Sloka, Sveķupe) — река на северо-востоке Латвии и юго-востоке Эстонии. Течёт по территории Алуксненского края в Латвии и уезда Вырумаа в Эстонии. Левый приток среднего течения реки Мустйыги.
Длина реки составляет 39 км (по другим данным — 41 км). Уклон — 1,7 м/км, падение — 96 м. Площадь водосборного бассейна равняется 203 км² (по другим данным — 194 км²).
Начинается от группы озёр Корнету на севере Алуксненской возвышенности в Латвии, вытекая из озера Трумулитис на высоте 164,4 м над уровнем моря (либо, согласно другим данным, из сообщающихся с ним соседних озёр: Иевас или Райпала), у юго-восточной окраины населённого пункта Корнети в Вецлайценской волости. На латвийско-эстонской границе около населённого пункта Слокас принимает слева ручей Пеклес из озера Вяйке-Палкна (Мазайс-Балтиньш). В Эстонии течёт по возвышенности Хаанья. Среднее течение проходит в глубокой древней долине с обнажениями известняков и доломитов верхнего девона. Устье Пярлийыги находится на высоте 68 м над уровнем моря, в 52 км по левому берегу Мустйыги, на границе волостей Рыуге и Антсла в Эстонии.
Основные притоки:
- в Латвии: ручьи Пеклес и Плукшу[10];
- в Эстонии: Луутснику, Плааги и Хуудва[5].